# Dom Marina Držića
Dom Marina Držića najmanji je muzej u Dubrovniku. Nalazi se u Širokoj ulici 7. Po naravi je kazališni muzej, znanstveno-dokumentaristički institut i izložbeni prostor. Zbog uklopljenosti u urbano okružje, primjer je ambijentalnog muzeja.  
Ustanova u kulturi Grada Dubrovnika Dom Marina Držića, ustanovljen 1989.g., posvećen je životu i djelu velikana hrvatske komediografije Marina Držića. Smješten je uz crkvu Domino, u zgradi izgrađenoj nakon potresa 1667.g., i to dijelom na mjestu razrušene kuće i crkve prijašnjeg titulara Svih svetih, u kojoj je Držić prema obiteljskom pravu bio rektor. 

### Stalni postav
Stalni postav Doma Marina Držića zamišljen je kao mjesto sjećanja na dubrovačkoga renesansnog književnika, koji je zbog svojih višekratnih putovanja, poglavito u Italiju, potom u Beč i u Istanbul, bio blizak europskoj kulturnoj baštini, ali je cjelokupno njegovo književno djelo utemeljeno na tradiciji njegova grada-države iz kojega je ponikao, kao i na poticajima i utjecaju suvremenika, doseljenika u Dubrovnik. 
Uz pomoć različitih tehnika interpretirani su toponimi iz Držićeva života: godine iz biografije (1508. – 1567.) zabilježene na stubištu, obiteljsko i rodoslovno stablo, Držićeva urotnička pisma, rekonstrukcije zbirki predmeta na osnovi sačuvane Držićeve zadužnice, naznake autorovih kazališnih karaktera na temelju kostima, čime se od mjesta na kojemu je Marin Držić boravio pokušao ustanoviti prostor inspiracije za posjetitelje Doma. 
Pojedine maštovite „postaje“ stalnog postava omogućuju ulazak u prostor i vrijeme, zorno nam pokazujući životni put jedne iznimne osobe.
Osim kazališnih programa, plakata i fotografija utemeljenih na Držićevim djelima, muzejska zbirka Doma Marina Držića sastoji se od slikarskih portreta suvremenih slikara, skulptura malih formata i predmeta primijenjene umjetnosti.

### Djelatnost
Djelatnost Doma Marina Držića obuhvaća: skupljanje, proučavanje i daljnje obogaćivanje teatrološke građe, prezentaciju prikupljene teatrološke građe, plakata, programa i fotografija Držićevih izvedbi u Hrvatskoj i svijetu, stručnu i znanstvenu obradu i sistematizaciju zbirke teatrološke i muzejske građe vezane uz život i djelo Marina Držića, trajno zaštićivanje teatrološke građe i dokumentacije, njezino neposredno i posredno predočavanje javnosti putem stalnih i povremenih izložbi, objavljivanje podataka i spoznaja o teatrološkoj građi i dokumentaciji putem stručnih, znanstvenih i drugih manifestacija u svezi predmeta poslovanja, vođenje stručne knjižnice i izdavačku djelatnost kao i muzejske suvenirnice.
Dom Marina Držića veliku pažnju posvećuje informatizaciji i prezentaciji vlastitih sadržaja i aktivnostima na Internetu, društvenim mrežama i elektronskim medijima. Razvijajući vlastitu sliku i programe u skladu s vremenom i tehnologijama, Dom Marina Držića se u kratko vrijeme prometnuo u živo i vitalno mjesto. Bilo da se radi o radionicama koje osnovnoškolce i srednjoškolce upoznaje s likom i djelom Marina Držića i povijesti Grada, o izložbama, predavanjima, istraživačkom radu, sve je popraćeno objavama na mrežnim stranicama, društvenim mrežama i medijima. Takav pristup informiranju građana, turista, prošlih i budući posjetitelja očekivano je rezultirao stalno rastućim brojem posjetitelja.
Dom Marina Držića prezentacijom vlastitog fundusa (stalni postav) i novih sadržaja (izložbeni program) u cilju razvoja muzejske djelatnosti i prezentacije umjetničkog stvaralaštva vezanog uz lik i djelo Marina Držića mjesto je gdje se vizualnim putem i tekstovima posjetitelji mogu upoznati sa značajem renesansnog književnog autora a kroz svoje edukativne programe posebnu pažnju posvećuje pedagoškoj djelatnosti  i važnosti  edukacije kroz iskustveno doživljajno učenje.
Edukativni programi i radionice su prvenstveno namijenjeni učenicima osnovnih i srednjih škola.  Osmišljeni su kako bi se polaznike radionica što više zainteresiralo za  život renesansnog Dubrovnika, a posebice život i djelo Marina Držića.
Dom Marina Držića teži postati znanstveno istraživački centar za proučavanje lika i djela najvećeg hrvatskog komediografa Marina Držića, mjesto svojevrsnog spomenika najvećem hrvatskom komediografu Marinu Držiću, mjesto u kojem će se svaki posjetitelj Doma Marina Držića vremenski vratiti u renesansu i osjetiti život tadašnjeg Dubrovnika.